# Gran Gandak
El Gandak, distingit com a Gran Gandak, és un riu que neix al Nepal i corre cap a l'estat de Bihar a l'Índia, fins al Ganges. És el Kondochates dels geògrafs grecs i el Sadaulra de l'èpica índia. El seu naixement és a 3.900 metres a Mustang, a la frontera amb Tibet. Passa per una important gorga i per una presa on es produeix part de l'electricitat de Nepal. La seva conca és de 46.300 km². A Nepal és conegut com a Salgrami, com a Gandaki (o Kali Gandaki) i com a Narayani.
Dos rierols el formen (Nup Chhu i Shar Chhu, riu de l'oest i riu de l'est) quan conflueixen a Lo Manthang a Mustang; corre cap sud-oest amb el nom de Mustang Khola i a Kagbeni rep un afluent important, el Kak Khola, i agafa el nom de Kali Gandaki. Corre cap al sud, per la gorga de Kali Gandaki o Andha Galchi, entre les muntanyes Dhaulagiri (8.167 metres) a l'oest i l'Annapurna (8.091 metres) a l'est, que és la més fonda del món. Al sud de la gorga rep el Rahught Khola a Galeshwor, el Myagdi Khola a Beni, el Modi Khola prop de Kushma i el Badigaad a Rudrabeni. Llavors gira a la dreta i pren direcció est cap a la serralada de Mahabharat on es troba la principal hidroelèctrica de Nepal; gira al sud passant els Mahabharats, i se li uneix el Trishuli a Devighat, i després el Rapti Oriental que drena la vall de Terai coneguda con Chitwan. Des de Devighat, el riu corre al sud-oest on és conegut com a Narayani o Sapt Gandaki. Gira llavors al sud-est, i a la frontera troba els rius Pachnad i Sonha, i entra a l'Índia a la plana de Bihar, a Triveni o Tribeni. A Bihar s'uneix al Ganges a Sonpur prop de Hajipur i de Patna. La seva longitud és de 630 km (dels quals 330 són a Nepal). A la zona fronterera del Nepal amb Índia, es troba la presa de Gandak a Valmikinagar, i al costat el Parc Nacional de Chitwan amb 932 km², establert el 1973 i que és Patrimoni de la Humanitat des de 1984. Fins al 1951 fou zona de cacera. Al parc es troben cocodrils, rinoceronts i mones, i alguns ocells i creixen unes plantes del tipus carnívores que atrapen petits insectes. A la part índia a l'altre costat de la frontera hi ha el parc nacional de Valmiki de 800 km², reserva de tigres creada el 1994.